# Eco (entreprise)
 (mai 2014).
Si vous disposez d'ouvrages ou d'articles de référence ou si vous connaissez des sites web de qualité traitant du thème abordé ici, merci de compléter l'article en donnant les références utiles à sa vérifiabilité et en les liant à la section « Notes et références ».
 (juillet 2024).
Pour les articles homonymes, voir Eco.
ECO est une ancienne marque française de tracteurs agricoles. Créés dans les années 1920, les tracteurs ECO étaient fabriqués par différentes sociétés jusqu'à la disparition de la marque en 1960.

## Historique des fabricants
- 1916 : création de la société ECO par Eugène Mignot (1882-1962) né à Liniez (Indre), l'entreprise est implantée au 10 rue de Nemours dans le 11e arrondissement de Paris et fusionne avec la société Rip dont elle importe ses premiers tracteurs ;
- 1920 : entreprises Industrielles Charentaises (EIC), entreprise et chaîne de montage à Aytré (près de la Rochelle) ;
- 1933 : ECO sort 2 modèles de tracteurs avec la même carrosserie avec 2 moteurs différents à 2 cyls, CLM-Diesel et Mercedes-Benz ;
- 1945 : Ateliers de Construction du Havre du Ministère de l'Armement à Gonfreville-l'Orcher (Seine-Maritime), ancienne usine SCHNEIDER-FRERES (production d'armement).
- 1943 : ECO sort son modèle principal le N, 3 générations vont suivre avec les moteurs à 2 cyls CLM, Poyaud et à 4 cylindres Panhard ;
- 1952 : ECO sort une petite gamme de tracteurs R15.R20.S24.V30.P30.P36. Les modèles S24.V30 ET P36 sont issus des modèles de tracteurs Champion S24=Comet V30=Élan P36=Ténor ;
- 1953 : d'autres modèles vont suivre, mais sans succès, T18,T22,Y40. Sortie du modèle P30 Moteur Aster 2 cylindres et boîte Rochert-Schneider ;
- 1954 : société anonyme de construction de matériel agricole 38 bis av de la République 11e Paris ;
- 1956 : ECO sort le modèle T60 Moteur Aster 3 cyls Boite ZF. Les modèles de base sont le Champion Alto et Gartner T65 ;
- 1957 : évolution des modèles T60, le T65 a la prise de force indépendante et Z60 idem. Sortie du modèle LE Turbeco, moteur allemand de marque Sthil. 15CV ;
- 1958 : tracteurs ECO SA 35 rue de Paris Pantin. Siège social, atelier de finition, réparation et le sav ;
- 1960 : disparition de la marque. Arrêt de la production. Le sav continue pendant une dizaine d'années environ ;
- 1962 : disparition du fondateur Eugène Mignot.